# Artur Vititin
Artur Vititin (ur. 13 czerwca 1997) – estoński zapaśnik walczący w stylu klasycznym. Olimpijczyk z Tokio 2020, gdzie zajął piętnaste miejsce w kategorii 130 kg. Piętnasty na mistrzostwach Europy w 2018. Piętnasty na igrzyskach europejskich w 2019. Mistrz nordycki w 2019; drugi w 2018 roku.